# Thames Gateway
La Thames Gateway ("Porte de la Tamise") est une bande de terre s'étirant sur 70 km vers l'est à partir du centre-est de Londres et de chaque côté de la Tamise et de son estuaire. Cette zone, qui inclut beaucoup de friches industrielles, fut désignée durant le gouvernement Blair comme priorité nationale pour permettre une redynamisation urbaine, facilitée par les opportunités de développement découlant de l'ouverture de la High Speed 1 ("Ligne à grande vitesse 1", celle du Tunnel sous la Manche). Appelée ainsi par le gouvernement britannique, ce qui est inhabituel au Royaume-Uni, l'utilisation et l'appréciation du terme varie, certains préférant utiliser le terme traditionnel d'estuaire de la Tamise.
Il s'étend de Westferry, une station de métro de Tower Hamlets à l'île de Sheppey/Southend-on-Sea et s'étend sur trois comté cérémoniaux.

## Sources
- (en) Cet article est partiellement ou en totalité issu de l’article de Wikipédia en anglais intitulé « Thames Gateway » (voir la liste des auteurs).